# Langenbek
Langenbek o en baix alemany Langenbeek és un barri del districte d'Harburg al sud de l'estat d'Hamburg a Alemanya. A la fi de 2010 tenia 4 138 habitants a una superfície de 0,8 km², el 2016 eren 4020. Amb la seva superfície de només 800 hectàrees és el tercer barri més petit d'Hamburg, després d'Hoheluft-Ost i Hoheluft-West

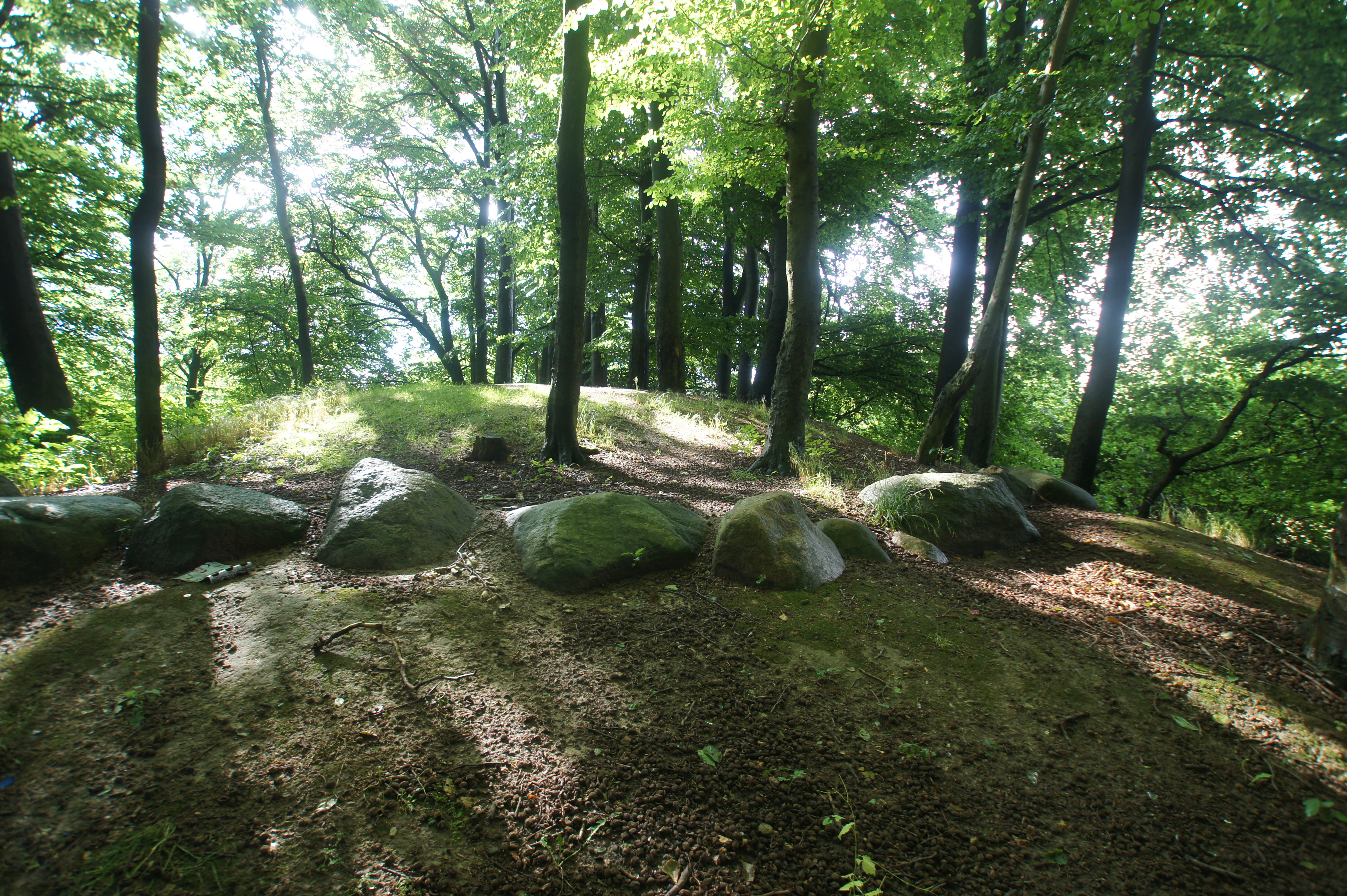
El túmul de Langenbek

El nom significa rierol llarg (lang = llarg i bek = rierol) i refereix probablement a l'Engelbek, un afluent del Seevekanal que forma la frontera amb el barri de Marmstorf. S'ha trobat un túmul i artefactes que proven una ocuapció de l'època de l'edat del bronze. Feia part del districte d'Harburg de la província prussiana de Hannover fins que el 1937 el govern nacionalsocialista va dictar la Llei de l'àrea metropolitana d'Hamburg i incorporar el poble a la ciutat estat d'Hamburg. Va quedar un poble rural poc poblat, compost només d'uns masos i d'un molí d'aigua a l'Engelbek, del qual el primer esment escrit data del 1306. Això va canviar quan el 1950 va urbanitzar-se, entre altres per a rebre les persones desplaçades dels territoris alemanys perdudes després de la Segona Guerra Mundial.
Avui és principalment un barri dormitori amb uns serveis de proximitat i unes petites empreses i tallers.

## Llocs d'interès
- El sender per a vianants i ciclistes al marge de l'Engelbek renaturalitzat.[6]

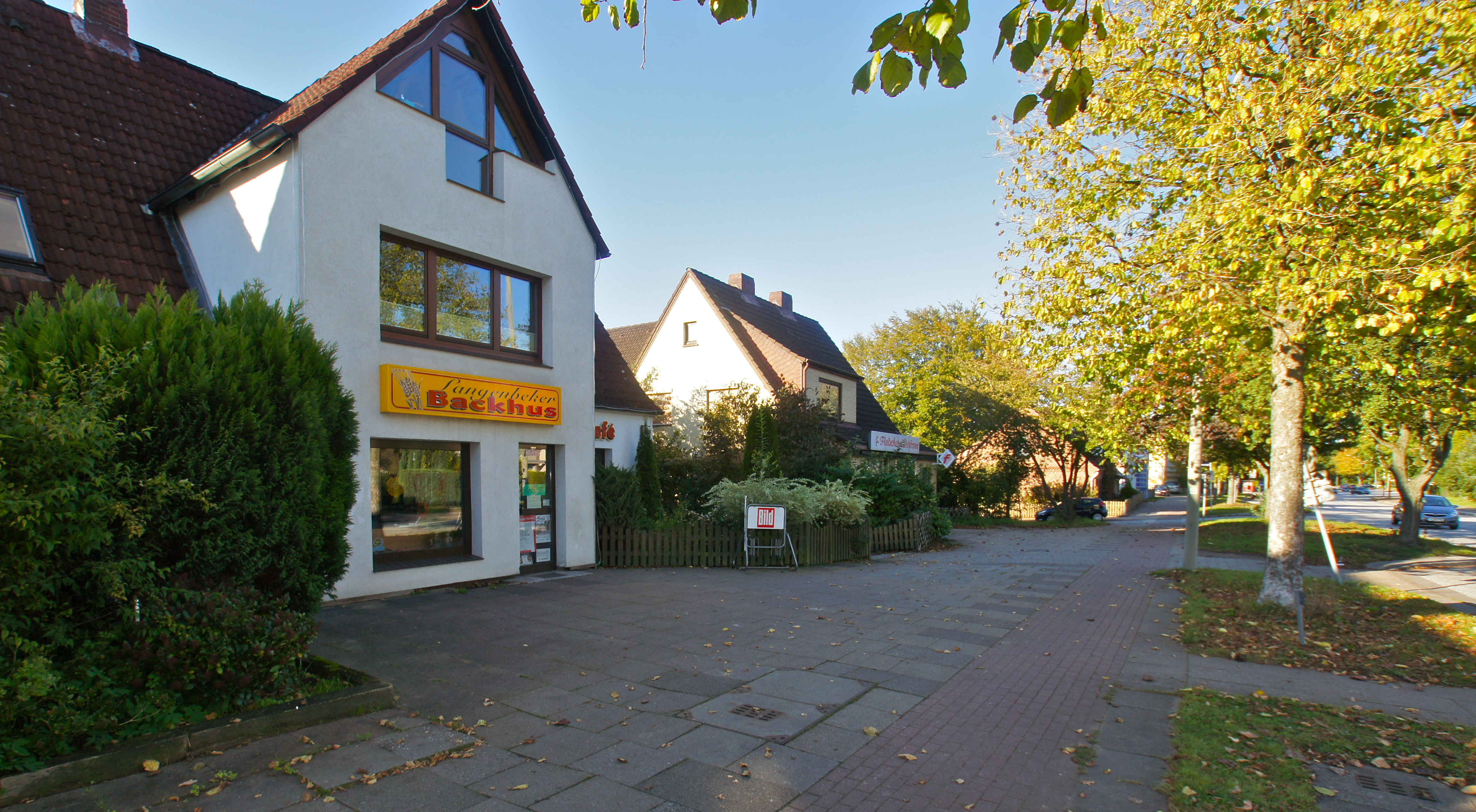
La carretera de Winsen (Winsener Straße)
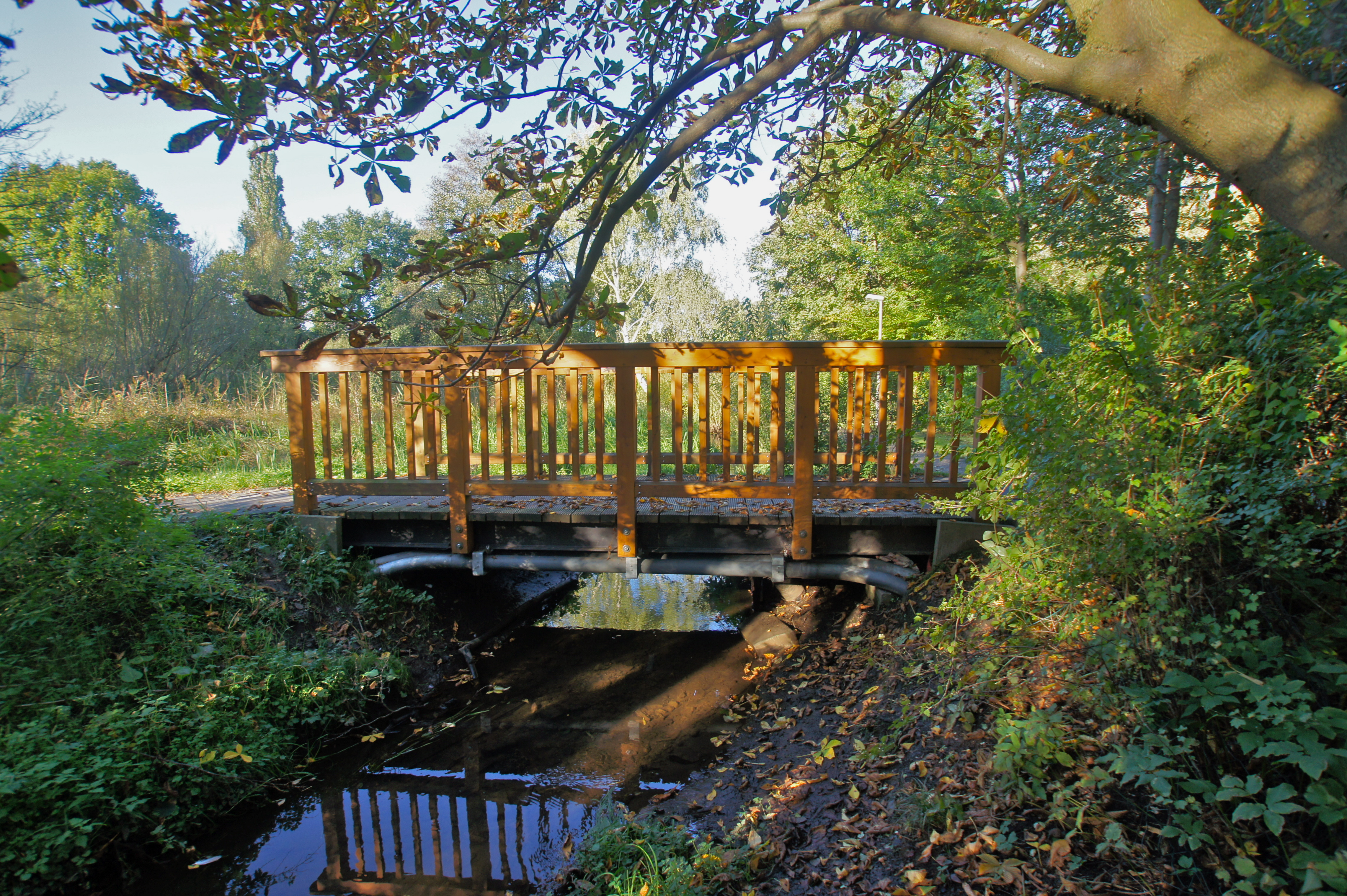
El pont al sender de l'Engelbek
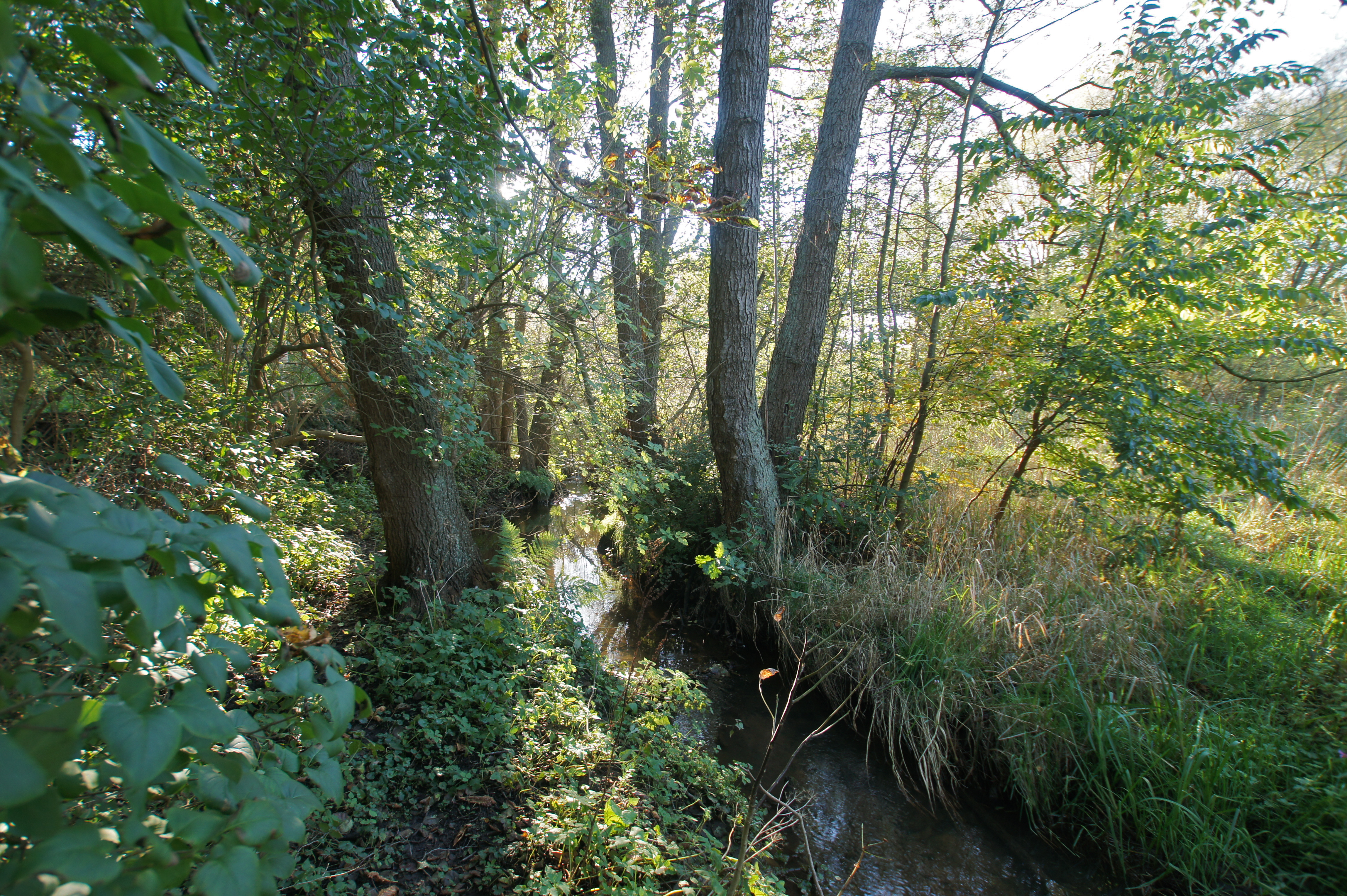
L'Engelbek

## Enllaços i referències
1. ↑  Thies, Heinrich. «Hochdeutsch-plattdeutsche Liste von Stadtteilen in Hamburg» (en baix alemany, alemany).   Fehrs-Gilde - Gesellschaft für niederdeutsche Sprachpflege, Literatur und Sprachpolitik e.V., 06-06-2008. [Consulta: 30 abril 2018].
2. ↑  Stadteilprofile 2011 Arxivat 2014-07-19 a Wayback Machine. Statistisches Amt für Hamburg und Schleswig-Holstein (Servei d'estadística d'Hamburg i de Slesvig-Holstein)
3. ↑  Beckershaus, Horst. «Langenbek». A: Die Namen der Hamburger Stadtteile (Els noms dels barris d'Hamburg) (en alemany).  Hamburg: Editorial Ernst Kabel, 1998, p. 70. ISBN 3-8225-0471-8.
4. ↑  «Langenbek – Der eher dörflich geprägte Stadtteil hat eine interessante Historie».  Hamburg:  Ajuntament d'Hamburg. [Consulta: 26 octubre 2011]. (traducció del títol: Langenbek: el barri rural té una història interessant) (alemany)
5. ↑   «Neues Land und kleines Rinnsal». Hamburger Abendblatt, 30-07-2007.
6. ↑   «Die Engelbek wieder lebendig machen». Hamburger Abendblatt, 15-10-2009. (traducció: Tornar la vida a l'Engelbek)